# Pituriaspis
Pituriaspis is een geslacht van uitgestorven kaakloze vissen. Pituriaspis doylei was een van de twee bekende soorten kaakloze vissen die tot de klasse Pituriaspida behoorden en is de bekendere van de twee. De soort leefde in estuaria tijdens het Givetien van het Midden-Devoon, 390 miljoen jaar geleden in wat nu het Georgina Basin van West-Queensland in Australië is. De paleontoloog Gavin Young noemde de fossiele agnatha Pituriaspis doylei naar de hallucinogene drug pituri, omdat hij dacht dat hij zou hallucineren bij het bekijken van de bizarre vorm van de fossiele vis. De eerste exemplaren van P. doylei waren lege zandstenen afgietsels van de kopschilden, zonder dat het oorspronkelijke bot overbleef.

## Kenmerken
P. doylei leek vaag op de Osteostraci, hoewel geen van beide als naaste familieleden worden beschouwd. Het kopschild strekt zich posterieur uit om een lange buikverdeling te vormen die waarschijnlijk het anale gebied heeft bereikt. Het dorsale deel van zijn hoofdpantser verschilt van Osteostraci in die zin, dat de oogkassen van elkaar gescheiden zijn en dat het schild geen foramen pineale (het 'gat' tussen de ogen van Cephalaspis en zijn verwanten) heeft, en dat een opening aan de basis van het rostrum heel weinig aanwijzingen geeft over de aard van de neusopeningen. Het exoskelet is versierd met kleine afgeronde knobbeltjes. Een uniek kenmerk van de Pituriaspida is een eigenaardige groeve, die mogelijk een soort sensorisch orgaan in het leven heeft bevat, ventraal ten opzichte van de oogkassen, bekend als de adorbitale depressie. Van de rest van het lichaam is bijna niets bekend, behalve dat het een paar goed ontwikkelde borstvinnen had, vergelijkbaar met osteostraci en gnathostome vissen.